# Vincent James McMahon
Vincent James „Vince Sr.” McMahon (ur. 6 lipca 1914 w Nowym Jorku, zm. 24 maja 1984 w Fort Lauderdale) – amerykański promotor wrestlingu i akcjonariusz większościowy organizacji wrestlingu Capitol Wrestling Corporation (CWC), którą przemianował na World Wide Wrestling Federation (WWWF).

## Wczesne życie
Vincent James McMahon urodził się 6 lipca 1914 w dzielnicy Harlem w Nowym Jorku. Jego rodzice, Jess McMahon i Rosa McMahon z domu McGinn byli amerykanami irlandzkiego pochodzenia. Ojciec był współwłaścicielem klubów sportowych, promotorem boksu zawodowego, posiadaczem drużyn baseballowych i założycielem Capitol Wrestling Corporation, organizacji wrestlingu dziś znanej jako World Wrestling Entertainment. Jess McMahon miał starszego brata, Rodericka Jamesa Jr. (ur. 21 czerwca 1910) i młodszą siostrę Dorothy (ur. 1916).
Gdy Vincent McMahon był dzieckiem, jego rodzina przeniosła się do sekcji Far Rockaway, w nowojorskiej dzielnicy Queens. Ukończył szkołę publiczną nr 69 w sąsiedztwie Jackson Heights, a następnie akademię wojskową La Salle Military Academy. W tajemnicy przed ojcem trenował boks, o czym wspomniał między innymi w liście do brata napisanym 3 sierpnia 1929. Uprawiał też baseball oraz hokej i uczestniczył w różnych zawodach. W 1932 ukończył liceum Far Rockaway High School.
Jess McMahon często zabierał dorastającego Vincenta do swojej pracy, hali Madison Square Garden, gdzie Vincent mógł obserwować kulisy organizacji wydarzeń sportowych. W 1935 otrzymał od ocja posadę w biurze w Hempstead w Nowym Jorku, gdzie zajmował się promowaniem walk bokserskich, walk wrestlingowych i koncertów muzycznych. W ten sposób Jess McMahon przygotował syna do roli swojego następcy.

## Kariera promotora wrestlingu
W 1947 przeprowadził się do Waszyngtonu w celu uniezależnienia się od osób kontrolujących wrestling w Nowym Jorku, takich jak Toots Mondt i Rudy Dusek. Kupił arenę Turner's Arena od wdowy po lokalnym promotorze, Joe Turnerze, i przemianował ją na Capitol Arena. W międzyczasie służył też w armii, stacjonował wraz ze strażą przybrzeżną w Karolinie Północnej, gdzie poznał i poślubił kelnerkę Vicky Askew. W 1953 zaczął organizować serię gal wrestlingu odbywających się regularnie pod nazwą Capitol Wrestling. Pierwsza gala odbyła się 7 stycznia. Była to również pierwsza gala organizacji Capitol Wrestling Corporation (CWC). Z czasem udało mu się zatrudnić takie gwiazdy wrestlingu, jak Georgious George i Killer Kowalski.
Po śmierci ojca 21 listopada 1954 Vincent McMahon zastąpił go jako nowy współwłaściciel organizacji. Szybko stał się akcjonariuszem większościowym. Jego głównym partnerem w zarządzie był współzałożyciel CWC, Toots Mondt. W 1955 McMahon i Mondt przemianowali Turner's Arena na Capitol Arena i zawarli umowę z siecią telewizyjną DuMont Television Network, której zarząd wyraził zgodę na wyemitowanie gali CWC na kanale WTTG. Pierwsza gala CWC na WTTG została wyemitowana 5 stycznia 1956, a dwa tygodnie później stacja zdecydowała się emitować gale regularnie. Dwugodzinny cotygodniowy program telewizyjny Capitol Wrestling był nadawany na żywo w 11 stanach. Z czasem program zaczął zyskiwać popularność w Nowym Jorku, a gdy Mondt miał tymczasowo zawieszoną licencję promotora, McMahon zaprezentował swoją pierwszą z serii galę na hali Madison Square Garden. Z czasem organizacja stała się monopolistycznym terytorium wrestlingu na północnym wschodzie Stanów Zjednoczonych. Programy telewizyjne CWC były nadawane między innymi z Bridgeport w Connecticut i z Sunnyside Gardens w Queens, w Nowym Jorku.
Lokalni promotorzy wrestlingu chętnie współpracowali z Vincentem Jamesem McMahonem, który oddawał im 40% dochodów firmy po opodatkowaniu. Wrestlerzy CWC zarabiali średnio 15 tysięcy dolarów, a główne gwiazdy gal ponad 100 tysięcy. Jednym z najlepiej opłacanych zawodników był Antonino Rocca, który w 1957 zarabiał około 150 tysięcy dolarów. W tym czasie firma McMahona budziła kontrowersje w mediach, które spekulowały negatywny wpływ programów CWC na amerykańską kulturę. W 1956 gazeta The Washington Post and Times Herald krytykowała haniebne jej zdaniem występy takich postaci jak Karl Von Hess, który odgrywał rolę nazisty o osobowości dyssocjalnej. W 1959 ta sama gazeta zgodziła się jednak przeprowadzić wywiad z Vincentem Jamesem McMahonem, który próbował złagodzić kontrowersje. Natomiast stanowa komisja boksu otrzymała wiele listów od zaniepokojonych widzów, którzy wzywali ją do przejęcia kontroli nad wrestlingiem.
W 1963 McMahon i Toots Mondt wypowiedzieli członkostwo monopolistycznej lidze National Wrestling Alliance. Następnie przemianowali Capitol Wrestling Corporation na World Wide Wrestling Federation (WWWF). Po śmierci bostońskiego promotora, Paula Bowsera, WWWF rozpoczęło ekspansję w Bostonie, a następnie w całej Nowej Anglii. Dzięki popularności wrestlera Bruno Sammartino federacja stała się jedną z najpopularniejszych organizacji wrestlerskich w Stanach Zjednoczonych w latach 60. i 70. oraz na początku lat 80. XX wieku. W 1969 McMahon sprzedał udziały CWC należące do odchodzącego na emeryturę Tootsa Mondta Robertowi „Gorilla Monsoon” Marelli. W 1979 World Wide Wrestling Federation zostało przemianowane na World Wrestling Federation (WWF).
W 1982 jego syn, Vincent Kennedy McMahon, kupił organizację WWF (dawne WWWF) od Vincenta Jamesa McMahona i jego paterów biznesowych: Phila Zacko, Arnolda Skaalanda i Roberta „Gorilla Monsoon” Marelli. W tym czasie organizacja obejmowała swoim zasięgiem Maryland, Pensylwania, Nowy Jork, Delaware, New Jersey, Connecticut, Rhode Island, Massachusetts, New Hampshire, Vermont, Maine i Dystrykt Kolumbia.

## Śmierć
Po czterech miesiącach walki z rakiem trzustki Vincent James McMahon umarł 24 maja 1984 w Fort Lauderdale w Hrabstwie Broward w stanie Floryda.

## Upamiętnienie
Został pochowany na cmentarzu Our Lady Queen of Heaven Cemetery w Fort Lauderdale w Hrabstwie Broward w stanie Floryda. Na tym samym cmentarzu została pochowana jego druga żona, Juanita McMahon z domu Wynne.
16 listopada 1996 został pośmiertnie wprowadzony do WWE Hall of Fame. Jest to galeria sławy firmy, której Vincent James McMahon był za życia akcjonariuszem większościowym. Osobą wprowadzającą był jego wnuk, syn Vince’a McMahona, Shane McMahon. WWE na swojej stronie internetowej opisała Vincenta Jamesa McMahona na jego profilu jako Założyciel WWE.
W 2004 został pośmiertnie wprowadzony do galerii sławy Professional Wrestling Hall of Fame and Museum.
W 2016 jego syn Vince McMahon zaprezentował nagrodę Legacy of Excellence Award (Nagroda Dziedzictwa Doskonałości) imienia Vincenta Jamesa McMahona. Była to część jednego z wątków fabularnych programów telewizyjnych WWE. 16 lutego 2016 w odcinku WWE Raw prezes WWE, Vince McMahon, przyznał nagrodę swojej córce i potencjalnej następczyni, Stephanie McMahon, ale ceremonię przerwał powracający po sześciu latach do organizacji syn Vince’a, Shane McMahon. Vince zgodził się mianować Shane’a komisarzem WWE Raw, jeśli ten pokona The Undertakera w walce typu Hell in a Cell na gali WrestleMania 32.

## Życie prywatne
Gdy w czasie II wojny światowej Vincent James McMahon stacjonował wraz ze strażą przybrzeżną w Karolinie Północnej, poznał i poślubił kelnerkę Vicky Askew. Mieli dwóch synów, starszego Rodericka McMahona II i urodzonego 24 sierpnia 1945 Vincenta Kennedy’ego McMahona. Vincent McMahon był odtąd nazywany Vince Sr. Małżonkowie rozwiedli się jednak krótko po narodzinach syna, a McMahon ożenił się ponownie z kobietą o imieniu Juanita z domu Wynne (ur. 20 grudnia 1916 w Waszyngtonie, zm. 18 stycznia 1998 w Boca Raton w stanie Floryda).
Jego syn, Vincent Kennedy, był wychowywany przez matkę oraz ojczyma, Leo Luptona, po którym przejął nazwisko. Poznał swojego rodzonego ojca w wieku 12 lat, a jako nastolatek zaczął spędzać więcej czasu z Vincentem Jamesem oraz Juanitą McMahonami. W latach 60. XX wieku Vincent Kennedy Lupton zmienił nazwisko na McMahon i przeprowadził się do domu ojca. Vincent James McMahon często zabierał syna do pracy, aby ten mógł obserwować kulisy organizacyjne gal wrestlingu. Miał być nieprzychylny karierze temu by jego syn podejmował karierę w przemyśle rozrywkowo-sportowym, ale w 1969 zgodził się dać mu posadę konferansjera w programie WWWF All-Star Wrestling.